# Ragnall Guthfrithson
Ragnall Guthfrithson was koning van Jorvik na de dood van Olaf Guthfrithson in 941 en zijn eigen dood ca. 944. Hij regeerde samen of tegen zijn neef Olaf Sitricson.

## Familie
Zijn vader was Gofraid ua Ímair, zijn ene broer was Olaf Guthfrithson, koning van Jorvik (939-941), zijn andere broer was Blácaire mac Gofraid, koning van Dublin (939-945).

## Context
Na de dood van koning Sitric Cáech in 927 ontstond er een troonstijd tussen zijn zoons en zijn opvolger Gofraid ua Ímair en zijn zoons. Olaf Guthfrithson slaagde in 937 een einde te maken aan het conflict, maar na zijn plotste dood in 941 laaide de rivaliteit terug op. De bronnen uit die tijd zijn schaars en niet eenduidig. Wat vast staat is dat koning Edmund I van Engeland van de situatie gebruik maakte om de de Five Boroughs te heroveren, hij slaagde er ook in om Olaf Sitricson aan zijn kant te krijgen.
Onder druk van bisschop Wulfstan I van York werden beiden verdreven rond 944. Volgens de Annals of Clonmacnoise werd Ragnall vermoord. Olaf Sitricson vluchtte naar Ierland en werd koning van Dublin onder de naam Amlaíb Cuarán. Het Koninkrijk Northumbria werd door Edmund I ingelijfd.